# Курганский сельсовет (Амурская область)
Курга́нский сельсове́т — сельское поселение в Свободненском районе Амурской области.
Административный центр — село Глухари.

## История
Законом Амурской области от 2 августа 2005 года № 31-ОЗ муниципальное образование наделено статусом сельского поселения. 
Законом от 25 июня 2012 года Голубинский сельсовет вошёл в состав Курганского сельсовета.

## Население
| 2002 | 2010 | 2011 | 2012 | 2013 | 2014 | 2015 |
| ---- | ---- | ---- | ---- | ---- | ---- | ---- |
| 367  | ↘308 | →308 | ↘282 | ↗508 | ↘503 | ↘477 |
| 2016 | 2017 | 2018 | 2021 |      |      |      |
| ↘460 | ↘420 | ↘404 | ↘340 |      |      |      |

## Состав сельского поселения
| № | Населённый пункт | Тип населённого пункта       | Население |
| - | ---------------- | ---------------------------- | --------- |
| 1 | Глухари          | село, административный центр | ↘161      |
| 2 | Голубое          | село                         | →189      |
| 3 | Курган           | село                         | ↘54       |